# 烏瓦特

烏瓦特（Ubaté）是哥倫比亞的城市，位於該國中部，由昆迪納馬卡省負責管轄，距離首都波哥大86公里，始建於1592年，面積112平方公里，海拔高度2,556米，2005人口32,781。
5°19′N 73°49′W / 5.317°N 73.817°W